# Зелений союз
Зелений союз (фін. Vihreä liitto, (Vihr.); швед. Gröna Förbundet) — фінська політична партія. Партія бачить своє коріння в «зеленому русі початку 1980-х, в якому брали участь екологічні активістки, феміністки, представники організацій інвалідів та люди з „альтернативних культур“». Зелена ліга була зареєстрована як асоціація в 1987 році, а партією наступного року.
Марію Огісало було обрано головою партії в червні 2019 року. У Зелених 20 депутатів, 17 жінок та 3 чоловіки. Є три члени Європейського парламенту на період 2019—2024 рр. Влітку 2017 року Зелені мали 8 768 членів.

## Історія
Партія була заснована 28 лютого 1987 року, та зареєстрована як політична партія в наступному році. Політична діяльність почалася вже на початку 1980-х, коли екологічні активісти, феміністки та інші активісти групи почали кампанію з екологічних питань у Фінляндії. У 1995 році вона стала першим членом Європейської партії зелених, що увійшла до складу уряду. Партія була заснована як народний рух.
Перші два парламентських представники були обрані ще до реєстрації, на виборах 1983 року. Це були перші незалежні представники у парламенті Фінляндії. У 1987 році кількість місць зросла до чотирьох, а в 1991 році до десяти.
Близько половини з зелених були проти вступу до Європейського Союзу в 1994 році. Пізніше, опитування показали, що більшість зелених були проти вступу до Єврозони. В наш час[коли?] фінський Зелені налаштовані про-європейські і підтримують євро.
На виборах 1995 року Зелений зоюз отримав в загальній складності дев'ять місць (з 200), ввійшов до складу коаліційного уряду, який очолили соціал-демократи, і Пекка Хаавісто став міністром охорони навколишнього середовища і допомоги розвитку, ставши таким чином перший зеленим міністром в Європі.
Зелений союз отримав 7,3 % голосів і два додаткових місця в 1999 році, в результаті чого загасльна кількість місць збільшилася до 11. У 2003 році Зелений союз отримав 8,0 % голосів, отримавши таким чином 14 місць. Він збільшив свої місця до 15 на виборах 2007 року, коли він отримав 8,5 %.
Після виборів 2009 року, зелені послали два з тринадцяти фінських представників до Європейського парламенту: Сату Хассі і Гейді Гаутала.
На місцевому рівні, зелені є потужною політичною силою у найбільших містах Фінляндії. На місцевих виборах 2000 року Зелені отримали 7,7 % голосів. У Гельсінкі (столиця) Зелені стала другою найбільшою партією з 23,5 % голосів. У кількох інших містах зелені стали третьою найбільшою партією.
Зелений союз є однією з партій, які формують фінський уряд з квітня 2007 року. Він представлений міністром закордонних справ, міністром внутрішніх справ і міністром навколишнього середовища та клімату.

## Ідеологія і політика

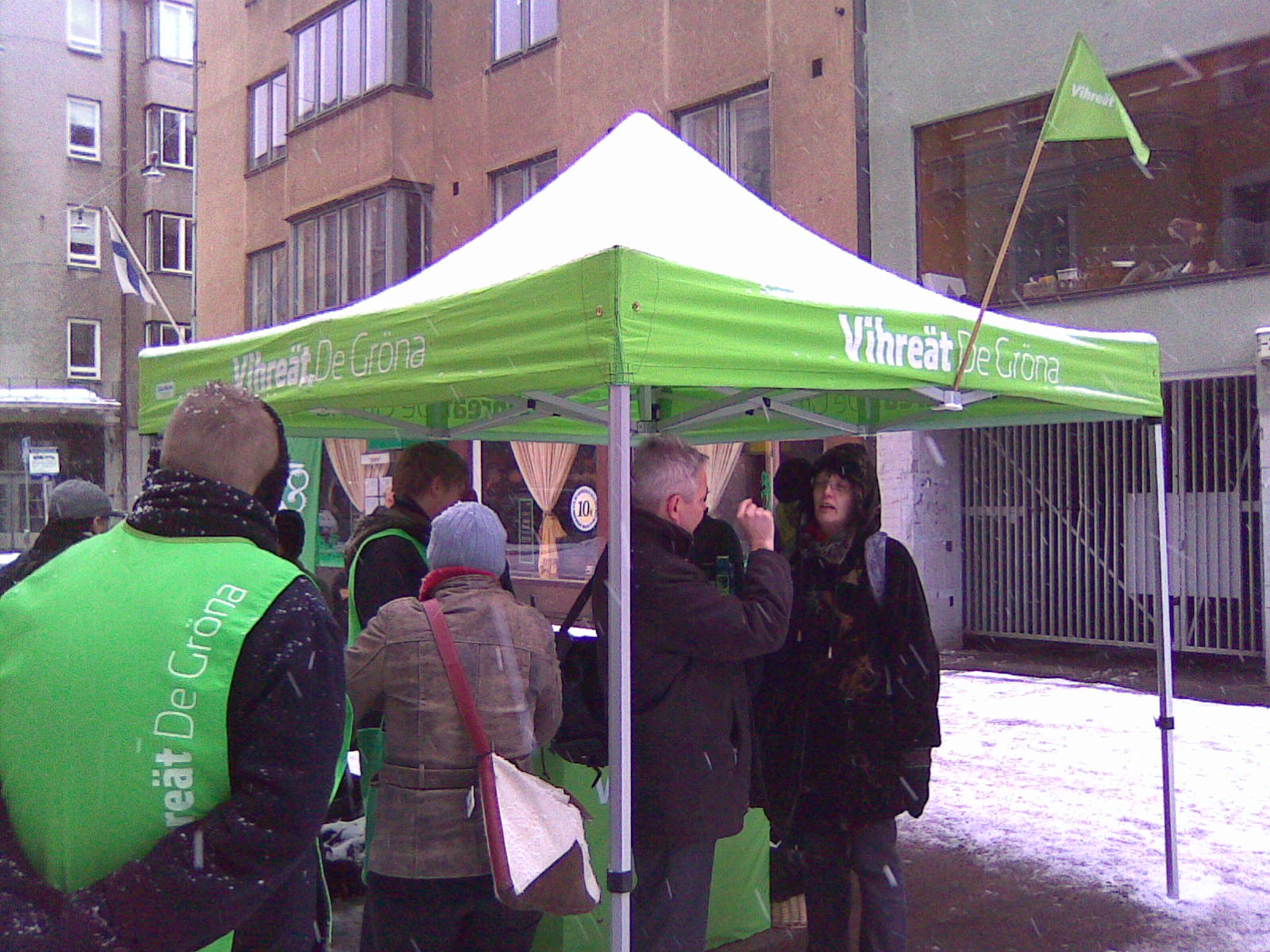
Виборчий намет «Зелених» в Гельсінкі.

Зелений союз більше не учасник ні протестного, ні альтернативного руху. Деякі зелені кандидатів на виборах відхилити класифікацію як «ліві» чи «праві». Економічні погляди членів партії знаходяться у діапазоні між лівими і правими. Однак, погляди більшості членів партії лежать між лівими силами і соціал-демократамми. У парламенті зелені стоять між Центристською партією і соціал-демократами.
Остання політична платформи партії з питань імміграції містить заклик до іммігрантів до вивчення офіційних мов Фінляндії, фінської або шведської мови, або, у разі відмови, позбавити їх соціальних пільг. Голова Партії зелених і міністр праці виступає за обов'язкове вивчення іммігрантами мови своєї нової батьківщини.
У своїй програмі принципів Зелені критикували як ринкову економіку, так і соціалізм, оскільки партія вважає, що жодна економічна система не бере до уваги навколишнє середовище, країни, що розвиваються, і майбутні покоління, а також нематеріальні духовні цінності, але надто зосереджується на грошовому зростанні. У своїй програмі принципів Зелені намагаються підтримати помірковану економіку, яка поважає довкілля та стабільно функціонує від покоління до покоління.
Навесні 2018 року партія запропонувала знизити вік виборців до 15 років.

## Результати виборів

### Парламентські вибори

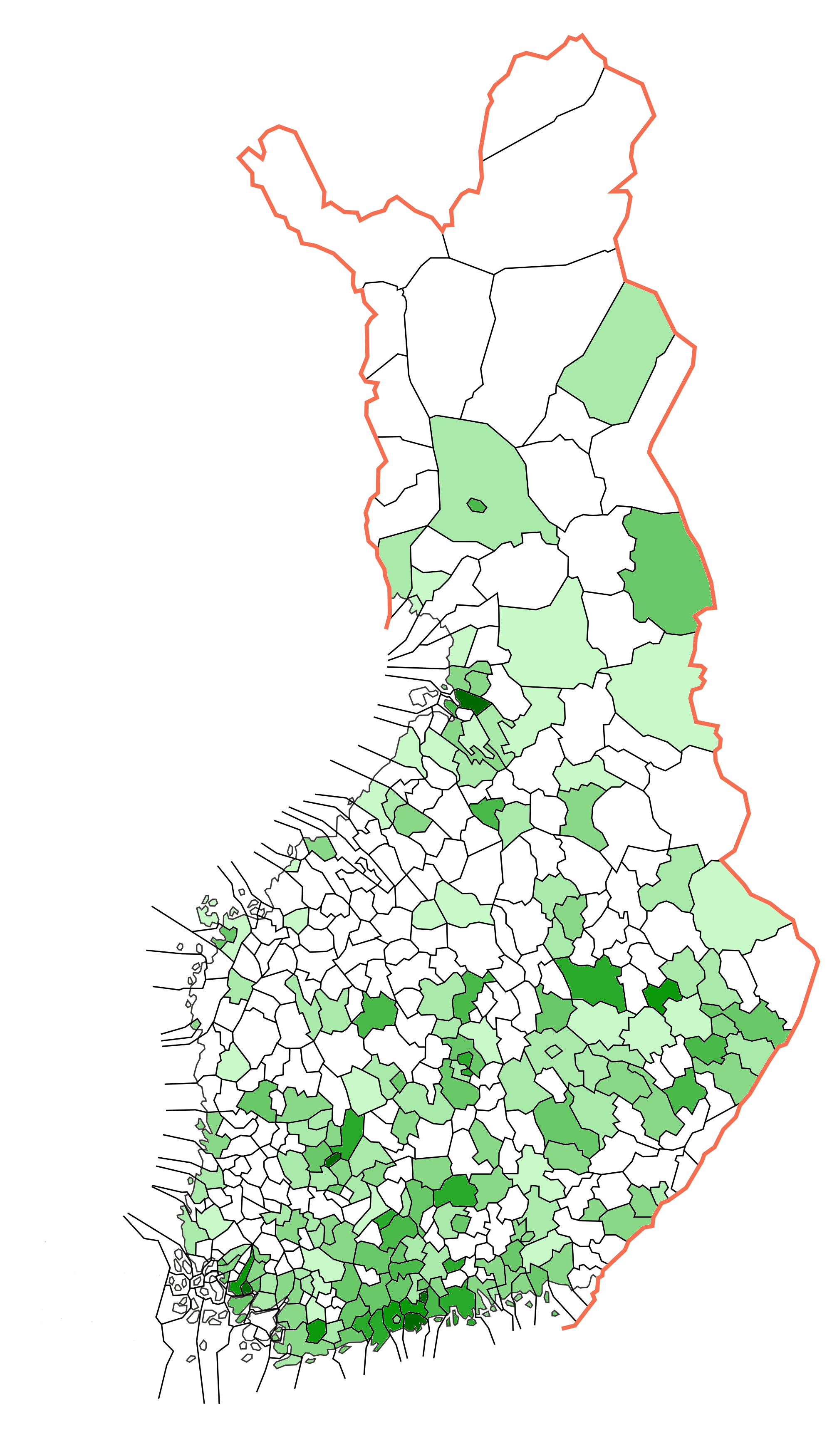
Голоси виборців, отриманих Зеленими на муніципальних виборах 2004 року.

| Рік  | Депутати | Голосів | Частка голосів |
| ---- | -------- | ------- | -------------- |
| 1983 | 2        | 43 754  | 1,47 %         |
| 1987 | 4        | 115 988 | 4,03 %         |
| 1991 | 10       | 185 894 | 6,82 %         |
| 1995 | 9        | 181 198 | 6,52 %         |
| 1999 | 11       | 194 846 | 7,27 %         |
| 2003 | 14       | 223 846 | 8,01 %         |
| 2007 | 15       | 234 429 | 8,5 %          |
| 2011 | 10       | 213 172 | 7,25 %         |
| 2015 | 15       | 253 102 | 8,53 %         |
| 2019 | 20       | 354 194 | 11,49 %        |

### Вибори до місцевих рад
| Рік  | Депутати місцевих рад | Голосів | Частка голосів |
| ---- | --------------------- | ------- | -------------- |
| 1984 | 101                   | 76 441  | 2,8 %          |
| 1988 | 94                    | 61 581  | 2,34 %         |
| 1992 | 343                   | 184 787 | 6,9 %          |
| 1996 | 292                   | 149 334 | 6,3 %          |
| 2000 | 338                   | 171 707 | 7,7 %          |
| 2004 | 313                   | 175 933 | 7,4 %          |
| 2008 | 370                   | 228 277 | 8,9 %          |
| 2012 | 323                   | 213 100 | 8,5 %          |
| 2017 | 534                   | 320 235 | 12,5 %         |
| 2021 | 432                   | 258 624 | 10,6 %         |

### Вибори до Європейського парламенту
| Рік  | Депутати Європарламенту | Голосів | Частка голосів |
| ---- | ----------------------- | ------- | -------------- |
| 1996 | 1                       | 170 670 | 7,6 %          |
| 1999 | 2                       | 166 786 | 13,4 %         |
| 2004 | 1                       | 172 844 | 10,4 %         |
| 2009 | 2                       | 206 439 | 12,4 %         |
| 2014 | 1                       | 160 967 | 9,3 %          |
| 2019 | 2                       | 292 892 | 16,0 %         |

### Президентські вибори
Гейді Гаутала була кандидатом від Зеленого союзу на президентських виборах в 2000 і 2006 року, отримавши приблизно 3,5 % відсотків голосів у першому турі.